# Мала сирена
Мала сирена (дан. Den lille havfrue) је данска бајка коју је написао дански аутор Ханс Кристијан Андерсен. Прича прати путовање младе сирене која је вољна да се одрекне живота у мору као сирена да би стекла људску душу. Бајка је први пут објављена 1837. године као део збирке бајки за децу. Оригинална прича била је предмет вишеструких анализа научника попут Јакоба Богилда и Перниле Хегард, као и фолклористе Марије Татар. Ове анализе покривају различите аспекте приче, од тумачења тема до расправе зашто је Андерсен одлучио да напише трагичну причу са срећним крајем. Адаптирана је за различите медије, укључујући музичко позориште, цртани филм, балет, оперу и филм. Ту је и статуа која приказује сирену у Копенхагену у Данској, где је прича написана и први пут објављена.

## Резиме радње
Мала сирена живи у подводном царству са оцем удовцем (Мер-Кинг) и својих пет старијих сестара. Када сирена напуни петнаест година, дозвољено јој је да први пут исплива на површину како би угледала свет изнад, а када сестре постану довољно старе, свака од њих посећује горњи свет по једна на сваких 365 дана. По њиховом повратку, Мала сирена чезнутљиво ослушкује њихове описе света насељеног људима..
Када дође ред на Малу сирену, она се дигне на површину, посматра прославу рођендана на броду у част лепог принца и заљуби се у њега са сигурне даљине. Снажна олуја погоди брод и потопи га, а Мала сирена спашава принца од утапања. Доводи га онесвешћеног на обалу близу храма. Овде она чека док га не нађе млада жена из храма и њене даме. На њену несрећу, принц није видео Малу сирену ни сазнао да му је она спасила живот.
Мала сирена постаје меланхолична и пита баку могу ли људи живети вечно. Бака објашњава да људи имају много краћи животни век од 300 година сирене, али да се, сирене кад умру, претворе у морску пену и престају да постоје, док људи имају вечну душу која живи на небу. Мала сирена, жељна принца и вечне душе, посећује Морску вештицу која живи у опасном делу океана. Вештица јој драговољно помаже тако што јој продаје напитак који јој даје ноге у замену за језик и леп глас, јер Мала сирена има најчаробнији глас на свету. Вештица упозорава Малу сирену да када једном постане човек, никада се више неће моћи вратити у море. Конзумирање напитка учиниће да се осећа као да јој мач пролази кроз тело, али када се опорави, имаће две људске ноге и моћи ће да плеше као што нико раније није плесао. Међутим, она ће се стално осећати као да хода по оштрим ножевима. Поред тога, стећи ће душу само ако задобије љубав принца и уда се за њега, јер ће се тада део његове душе слити у њу. Иначе, у зору првог дана ако се он ожени неком другом, Мала сирена ће умрети сломљеног срца и растворити се у морској пени на таласима.
Након што пристане на договор, Мала сирена исплива на површину у близини принчевог замка и попије напитак. Осећала ја као да јој мач продире кроз тело и гола се онесвестила на обали. Проналази је принц, који је опчињен њеном лепотом и грациозношћу, иако нема глас. Највише од свега воли да је гледа како плеше, а она плеше за њега упркос томе што трпи несносан бол при сваком кораку. Убрзо, Мала сирена постаје принчев омиљени пратилац и прати га на многим излетима, али се он не заљубљује у њу. Када су принчеви родитељи охрабрили свог сина да се венча са суседном принцезом, принц каже Малој сирени да неће јер не воли принцезу. Даље каже да може волети само младу жену из храма, за коју верује да га је спасла. Испоставља се да је принцеза из суседног царства послата у храм на школовање. Принц јој изјављује љубав, а краљевско венчање се објављује.
Принц и принцеза славе свој брак на броду, а Малој сирени срце пуца. Она мисли на све што је жртвовала и на сав бол који је претрпела за принца. Очајава, мислећи на смрт која је очекује, али пре зоре сестре устају из воде и доносе јој нож који им је Морска вештица дала у замену за њихову дугу, лепу косу. Ако Мала сирена убије принца и пусти да јој његова крв падне на ноге, она ће опет постати сирена, престаће све њене патње и она ће са породицом проживети свој пуни живот у океану.
Међутим, Мала сирена се не може натерати да убије уснулог принца који је лежао са својом новом женом, и она баца нож и скаче са брода у воду баш у зору. Њено тело се раствара у пени, али уместо да престане да постоји, осећа топло сунце и открива да се претворила у светлећи и етерични дух везан за земљу, ћерку ваздуха. Док се Мала сирена успиње у атмосферу, дочекују је друге ћерке, које јој кажу да је постала попут њих јер се свим срцем трудила да добије бесмртну душу. Због своје несебичности, даје јој се шанса да добије сопствену душу чинећи добра дела за човечанство током 300 година, а једног дана ће доспети на Небо.

## Публикација
„Мала сирена“ је написана 1836. године, а први пут је објавила кућа Ц.А. Рајцел у Копенхагену 7. априла 1837. године у првој збирци Бајки испричаних за децу. (Eventyr, fortalte for Børn. Første Samling. Tredie Hefte. 1837). Прича је поново објављена 18. децембра 1849. године као део Бајки. 1850. (Eventyr. 1850) и поново 15. децембра 1862. као део првог тома Бајке и приче. (Eventyr og Historier. Første Bind. 1862)

## Критике

### Расправа о завршетку
Радни наслов приче био је „Кћери ваздуха“, што су духови који, како их је Андерсен замислио, могу зарадити душе чинећи триста година вредна добра дела. На крају приче, један од тих духова објашњава Малој сирени да чине толико добрих ствари за човечанство да могу, на крају тих 300 година, да приме бесмртну душу и „учествују у срећи човечанства“. Духови такође објашњавају да се, пошто је Мала сирена одбила да убије принца и провела толико времена у боловима, док је и даље чинила добре ствари, „подигла у духовни свет“ и да може учествовати у триста година добрих дела уз Кћери ваздуха.
На Андерсена је утицала Ундина, још једна прича о сирени која је стекла душу браком, али је сматрао да је његов крај бољи. 1837. године, убрзо након што је довршио свој рукопис, Андерсен је написао пријатељу: „Нисам, као de la Motte Fouqué, у Ундини, дозволио стицање бесмртне душе сирене у зависности од ванземаљског створења, од љубави према човеку. Сигуран сам да то није у реду! Зависило би прилично од случаја, зар не? Нећу прихватити такве ствари на овом свету. Дозволио сам својој сирени да иде природнијим, божанскијим путем.“ Андерсен је био забринут да ће значења приче највише привући одрасле, али је у предговору за Бајке које се причају за децу написао: „Међутим, усуђујем се претпоставити да ће и дете уживати у њему и да ће сам расплет, када се размотри, задовољити дете."
П.Л. Траверс, аутор Мери Попинс и запажени коментатор народних творевина, написао је: „Ова последња порука је више застрашујућа од било које друге представљене у причи. Прича се спушта у викторијанске моралне приче написане за децу како би их уплашиле и приморале на лепо понашање...Андерсене, ово је уцена. А деца то знају и не кажу ништа. Великодушно за вас."
Други научници попут Јакоба Богилда и Перниле Хегард примећују да крај није трагедија. Истичу да би догађаји који су довели до смрти сирене требали кулминирати трагедијом, али да изненадни преокрет омогућава приповедању да заврши с надом у успех. Тврде да овај крај није резултат Андерсенове сентименталности и религиозних уверења, која се приписују његовом избору да скрене са трагичног пута који је успоставио у остатку нарације, већ свестан избор за двосмисленост која је произашла из Андерсеновог скептицизма према идеализованим физичким и верским симболима.
Међутим, други критичари, укључујући Сорена Багесена и Џејмса Масенгалеа, тврдили су да је крај природни део структуре приче као религиозног наратива.

## Теме и интерпретације
У књизи Марије Татар, The Annotated Classic Fairy Tales, претварање Мале сирене из морског створења у сирену у људском лику, а затим у створење из ваздуха, одражава Андерсеново стално бављење променљивошћу и променама идентитета.. Татар такође сугерише да се Мала сирена није свега одрекла само због љубави. Татар тврди да сирена жели, пре свега, да истражи свет и открије ствари које су изван онога што она већ зна.
У својој анализи, Вирџинија Боргес закључује да прича садржи поруку о љубави и самопожртвовању и опасностима прихватања злостављања или непромишљеног третмана у име љубави.
Риктор Нортон, у књизи Мој драги дечак: Геј љубавна писма кроз векове, теоретише да је Малу сирену као љубавно писмо написао Ханс Кристијан Андерсен Едварду Колину. Ово се заснива на писму које је Андерсен написао Колину, након што је чуо за Колинову веридбу са младом женом, отприлике у исто време када је написана и Мала сирена. Андерсен је написао: „Чезнем за тобом као за лепом калабријском девојком ... моја осећања за тебе су осећања жене. Женственост моје природе и нашег пријатељства морају остати мистерија“. Андерсен је такође послао оригиналну причу Колину. Нортон преписку тумачи као изјаву Андерсенове хомосексуалне љубави према Колину, а Малу сирену описује као алегорију за Андерсенов живот.

## Анализа
Основна тема у бајци је љубав, а јавља се у три варијантна облика:
а) због прејаке љубави Мала сирена одлучно напушта властити свет воде и свесно кида све нити које је вежу за средину у којој је одрасла;
б) неузвраћена љубав;
в) узвишена и племенита љубав која има виши смисао јер оплемењује друге.
Мала сирена је искрено волела краљевића, али није могла да схвати да он не зна за њену љубав. Она је упорна у својој жељи да пређе у горњи свет, те у том смислу подноси најтеже болове, а уједно се растаје и од онога што јој је најдраже: од свог гласа. Вештица је у овој бајци сурова, али она и као таква упозорава Малу сирену на све оно што јој се може догодити у горњем свету. Жртвовање Мале сирене је унапред осуђено на трагичан крај јер она одлази у туђи свет, у њему је туђинац, а посебна трагика је у томе што нема гласа и што не може објаснити краљевићу да му је она спасила живот. У својој љубави Мала сирена остаје упорна до краја и одбија да послуша своју баку и сестре и да краљевићу забоде нож у срце како би поново добила глас и како би могла да се врати у морске дубине. Она воли краљевића, али је приморана да гледа све оно што њему причињава радост,  а немоћна је да објасни колико пати.

## Адаптације

### НБЦ телевизијска емисија
НБЦ је 1958. године почео да емитује нову телевизијску емисију под насловом Ширли Темпл прича, америчка дечја антологијска серија коју је водила глумица Ширли Темпл. Серија садржи адаптације бајки попут Мајке Гуске и других породично оријентисаних прича које изводе познати глумци. Прва сезона шеснаест црно-белих и обојених епизода емитована је на НБЦ-у између 12. јануара 1958. и 21. децембра 1958, као Књига прича Ширли Темпл. Тринаест епизода прве сезоне поновљено је на АБЦ-у почев од 12. јануара 1959. Друга сезона од двадесет пет епизода у боји емитована је на НБЦ-у као Шоу Ширли Темпл између 18. септембра 1960. и 16. јула 1961. у приближно истом формату који је имала под оригиналним насловом.
Емисија је приказивала адаптацију Мале сирене 5. марта 1961. године као епизоду 22 током друге сезоне емисије. Сама Ширли Темпл глумила је сирену. За разлику од оригиналне приче, сирена се не одриче гласа да би постала човек, али ипак не успева да освоји принчево срце јер се он заљуби у принцезу из храма која га је пронашла. На крају, када не може да се натера да ножем убије принца, она се припрема да се баци у море. Сам Нептун се умеша и каже да је својим несебичним чином стекла право да поново постане сирена и придружи се својој породици, дајући причи срећан крај.

### Совјетски играни филм
Овај руски играни филм из 1976. године режирао је Владимир Бичков, а Викторија Новикова глумила је сирену. Радња је смештена у 13. век. Сирена спасава принца од утапања, након што друге сирене хипнотишу морнаре да разбију свој брод о стене. Принца спашава локална принцеза под чијом бригом се опоравља. Сирена жели да се уда за принца. Путујући мајстор покушава да помогне сирени у њеној љубави. Проналази локалну вештицу која јој реп мења у ноге у замену за косу. Принц се жени локалном принцезом и сирени је суђено да умре истог дана. Путујући мајстор изазива принца на борбу и бива убијен. Његова жртва поштеди сирену од смрти и њена душа постаје вечна.

### Дизнијев анимирани филм
Дизнијева Мала сирена је амерички анимирани музички фантастични љубавни филм из 1989. године у продукцији Walt Disney Animation Studios, а у дистрибуцији компаније Buena Vista Film Distribution Company. Грубо заснован на оригиналној причи, Дизнијев филм из 1989. године прича причу о принцези сирени по имену Аријел, која сања да постане људско биће; након што се заљубила у људског принца по имену Ерик. Филм су написали, продуцирали и режирали Рон Клементс и Џон Маскер, а између осталих присутни су гласови Џоди Бенсон, Кристофер Данијел Барнс и Пат Карол.
Мала сирена је првобитно била планирана као део једног од најранијих играних филмова Волта Дизнија. Развој је започео крајем 1930-их, али је одложен због различитих околности. Рон Клементс се 1985. године заинтересовао за филмску адаптацију Мале сирене док је радио као редитељ у филму Миш Базил, велики детектив (1986). Клементс је открио бајку Ханса Кристијана Андерсена док је прегледао књижару.

## Популарна култура

### СтатуаМале сирене
Статуа Мале сирене која седи на стени налази се на променади у луци у Копенхагену. Ова мала и неимпозантна статуа је икона Копенхагена и главна туристичка атракција.
Кип је наручио 1909. године Карл Јакобсен, син оснивача пиваре Карлсберг, након што га је фасцинирао балет заснован на бајци. Вајар Едвард Ериксен створио је статуу која је откривена 23. августа 1913. Његова супруга Елине Ериксен била је модел за тело. Елен Прајс, балерина која је плесала Малу сирену у продукцији Краљевског данског балета 1909. године, била је модел за главу и лице. Статуа је неколико пута озбиљно вандализована.
У мају 2010. године први пут је премештена из луке у Копенхагену, и транспортована на Експо 2010 у Шангај, где је остала до 20. новембра 2010.

### Статуа Мале сиренеу Кнежевини Монако
Кип 'Мале сирене' гледа на плажу Ларвото у Монаку. Њу је 2000. године од слојева метала створио Кристијан Далгард, као поклон Данцима који живе у Монаку и покојном принцу Ренијеу III да обележи 50. годину његове владавине.

### Кипови Мале сиренеу Италији
Неке статуе сличне Малој сирени налазе се на Сицилији. Прва је постављена 1962. године на обали у Ђардини-Наксосу, а висока је око четири метра, изнад фонтане. Друга приказује портрет сирене на морској дубини од око 18 метара. Унутар морског заштићеног подручја Племиро из Сиракузе. Трећа статуа „Мала сирена“ постављена је у Стрези у Пијемонту.